# Lutzkobesia hollowayi
Lutzkobesia hollowayi is een vlinders van de familie Metarbelidae. De wetenschappelijke naam van deze soort werd voor het eerst in 2019 gepubliceerd door Ingo Lehmann.
Deze soort komt voor in Indonesië (Noord-Sumatra).